# Aspidolasius
Aspidolasius is een monotypisch geslacht van spinnen uit de  familie van de wielwebspinnen (Araneidae).

## Soort
- Aspidolasius branicki (Władysław Taczanowski, 1879)